# Приключения Шерлока Холмса и доктора Ватсона: Собака Баскервилей
«Приключения Шерлока Холмса и доктора Ватсона: Собака Баскервилей» — третья часть советского цикла телевизионных фильмов по мотивам произведений Артура Конан Дойля о Шерлоке Холмсе. Экранизация одноимённой повести английского писателя.

## Сюжет
События картины происходят в 1889 году. К Шерлоку Холмсу и доктору Ватсону приходит сельский доктор Мортимер, накануне посетивший квартиру сыщика в его отсутствие и забывший там свою трость. Мортимер рассказывает легенду о собаке Баскервилей, адской гончей, которая несколько веков преследует род Баскервилей из Девоншира, и сообщает о таинственной смерти сэра Чарльза Баскервиля — хозяина поместья Баскервиль-Холл. В газетах пишут, что смерть Чарльза Баскервиля вызвана сердечным приступом, якобы он был очень нездоров, но Мортимер не верит ни одному их слову, так как недалеко от тела усопшего он обнаружил следы огромной собаки. Более всего доктор обеспокоен за Генри Баскервиля, племянника и единственного наследника Баскервиль-Холла, только что прибывшего из Канады. Заподозрив в этой истории неладное, Холмс решил заняться этим делом.
Сэр Генри посещает Холмса и Ватсона. К этому моменту он умудрился потерять новый ботинок; также ему пришла анонимная записка, составленная из изрезанной газеты:
«Если рассудок и жизнь дороги Вам, держитесь подальше от торфяных болот».
Наивный сэр Генри ничего не подозревает, а обеспокоенные Холмс, Ватсон и Мортимер поселяют сэра Генри в гостинице. Наблюдая за Баскервилем, Холмс и Ватсон заметили слежку за наследником, а в гостинице пропадает другой, старый, башмак сэра Генри. В порыве гнева сэр Генри сжигает оставшийся ботинок. От Мортимера Холмс узнаёт, что Генри Баскервиль, кроме поместья, унаследовал без малого миллион фунтов стерлингов. Найти автора анонимки по горячим следам не удаётся, а кэбмен, перевозивший человека, следившего за Баскервилем, заявил, что этот пассажир, по его словам, сыщик, и его зовут Шерлок Холмс.
Холмс, сославшись на обстоятельства, говорит, что должен остаться в Лондоне. За жизнь Генри Баскервиля несёт ответственность Ватсон. Они отправляются в Баскервиль-Холл, где их встречают дворецкий Джон Бэрримор и его жена Элиза. Ватсон замечает, что дворецкий каждую ночь ходит с подсвечником на чердак. Это рождает в нём подозрения. Прогуливаясь по болоту, Ватсон знакомится с Джеком Стэплтоном — естествоиспытателем, соседом и хорошим другом Баскервилей, и с его сестрой Бэрил. Во время одной из встреч с ним он слышит громкий собачий вой, и Стэплтон рассказывает миф о том, что так воет Собака Баскервилей, когда ищет жертву. Доктор удивляется тому, что образованный человек верит каким-то легендам.
Вскоре сэр Генри устраивает вечер в честь своего прибытия, на него приглашены доктор Мортимер и Стэплтоны. Генри влюбляется в Бэрил. После вечера изрядно выпившие сэр Генри и Ватсон устроили слежку за Бэрримором. Тот, как всегда, ходил со свечой и почему-то светил в окно. Ватсон и Генри увидели, что кто-то посветил в ответ. Хозяин, решив, что это плохой для него знак, готов уволить Бэрримора. Обстановку разряжает Элиза, рассказывая, что на болотах прячется её брат — убийца Селден, беглый каторжник; Бэрриморы тайно его кормят, а знак, который показывал дворецкий, означал, что еда приготовлена и её скоро принесут.
В пьяном угаре Ватсон и сэр Генри решили поймать убийцу. Они слышат чей-то вой. Сэр Генри предполагает, что это собака, а убийца Селден уже ускользнул. Ватсон заметил ещё одного человека, прячущегося на болоте, который тоже исчезает.
Пьяный поход не принёс ничего, кроме большого похмелья следующим утром. От Элизы доктор Ватсон узнаёт, что у Чарльза Баскервиля в день его кончины должно было состояться свидание, согласно письму от неизвестной, обозначающейся под инициалами Л. Л. Эта самая Л. Л. — Лора Лайонс, дочь старого Фрэнкленда, местного сутяги. Лора сообщает Ватсону, что ничего серьёзного между ней и сэром Чарльзом не было — просто богатый помещик оказывал разведённой женщине материальную помощь, а на свидание с ним она не явилась, поскольку получила помощь из других рук.
Тем временем события в Баскервиль-Холле обретают крутой размах. Сутяга Фрэнкленд доносит доктору информацию о прячущемся на болоте каторжнике: еду убийце носит ребёнок. Бэрримор же говорит, что на болоте, помимо Селдена, прячется ещё один человек; Ватсон обеспокоен тем, что влюблённый сэр Генри там гуляет (это также не устраивает Стэплтона), а доктор Мортимер теряет своего пса, кокер-спаниеля, Снуппи, который убежал на собачий вой.
Доктор Ватсон осознаёт, что сэру Генри грозит серьёзная опасность, и что собака — это не миф, а вполне реальная угроза. Чтобы поскорее во всём разобраться, Ватсон отправляется в пещеру, дабы найти человека, о котором говорил Бэрримор. Им оказывается Шерлок Холмс, который тоже временно скрывается на болотах, а ребёнок, о котором говорил Фрэнкленд, носил еду именно Холмсу. Всё время, пока Ватсон охранял жизнь сэра Генри, Холмс вёл расследование. Основным подозреваемым становится Джек Стэплтон — как выясняется после осмотра семейной галереи в Баскервиль-Холле, тоже представитель рода Баскервилей, который метит в наследники. Именно Стэплтон натравил собаку на Чарльза Баскервиля, и тот умер от сердечного приступа во время встречи с ней. Разделаться с сэром Генри Стэплтон рассчитывает похожим образом. Кроме того, Стэплтон, как и сэр Чарльз, помогал материально Лоре Лайонс (скорее они были любовниками), о чём сама Лора в разговоре с Ватсоном умолчала. Этим фактом Холмс надеется скомпрометировать злодея в глазах его жены — Бэрил, которую тот выдавал за сестру.
Во время этого разговора на болоте раздаётся крик. Холмс и Ватсон рвутся на помощь, но находят лишь труп, одетый в шубу Баскервиля. На крики также прибегает Стэплтон. В темноте все поначалу думают, что погиб сэр Генри. Но это оказался Селден: удирая от собаки, он упал со скалы и разбился, а подаренную Бэрриморам шубу сэра Генри он получил от сестры. Вероятно, собака «на нюх» погналась за Селденом, поскольку на нём была одежда из гардероба сэра Генри. Стэплтон пытается вновь убедить Ватсона в существовании Собаки Баскервилей. Холмс отвечает ему на это тем, что расследование должно опираться только на факты, а не на мифы. Также он сообщает, что завтра уезжает в Лондон и прекращает следствие.
Чтобы поймать преступника с поличным, Холмс организует опасное для сэра Генри, приглашённого в гости к Стэплтонам, испытание. Холмс говорит ему, что он с Ватсоном уезжает, и тщательно инструктирует молодого помещика, потребовав от него отправиться домой пешком и обязательно сообщить об этом Стэплтону. Также Холмс наносит визит Лоре Лайонс. Он устанавливает, что письмо сэру Чарльзу с просьбой о свидании она написала по наущению Стэплтона (Баскервиль должен был взять на себя все расходы по бракоразводному процессу), затем тот отговорил её идти на встречу. О смерти сэра Чарльза Лора узнала из газет. Холмс ясно даёт женщине понять, что она теперь для Стэплтона — опасный свидетель.
В Баскервиль-Холл на помощь сыщикам прибывает инспектор Лестрейд. Вечером у дома Стэплтонов трое организуют слежку. Ватсон видит, что Джек Стэплтон перед самым уходом сэра Генри уже выпустил пса — огромного дога с обмазанной фосфором мордой. Собака нападает на Генри и чуть не загрызает его, но Лестрейд несколькими выстрелами убивает пса. Стэплтон же скрывается. В его доме сыщики проводят обыск, находят связанную Бэрил и приводят её в сознание. Женщина говорит, что Джек может скрываться только в центре Гримпенской трясины, где он держал пса. Там Холмс обнаруживает все улики: украденный для натравливания собаки ботинок сэра Генри, останки пса доктора Мортимера Снуппи, а также фосфор. Раздаётся выстрел, и начинается перестрелка со Стэплтоном. Спасаясь от погони, Стэплтон тонет в трясине.
Перенёсший стресс сэр Генри лечится у Мортимера, а Шерлок Холмс и доктор Ватсон возвращаются в Лондон, где Холмс рассказывает о Стэплтоне: на самом деле он сын младшего брата сэра Чарльза Баскервиля — Роджера. Он переехал в Южную Америку, где женился на Бэрил Гарсия, красавице из Коста-Рики, украл государственные деньги и бежал в Англию, где сменил фамилию на Ванделер и открыл частную школу в Йоркшире. Желая завладеть наследством, Стэплтон, услышав от сэра Чарльза семейное предание о чудовищной собаке, «воплощает» его. Сэр Чарльз, как и задумывал Стэплтон, умирает, однако появившийся сэр Генри вынуждает его повторить комбинацию.
Однако для Холмса остаётся загадкой, как Стэплтон собирался доказать свои права на наследство, а Ватсон не знает (и Холмс так и не раскрывает эту доверенную ему тайну), почему Лора Лайонс была таким послушным орудием в руках Стэплтона.

## В ролях
- Василий Ливанов — Шерлок Холмс
- Виталий Соломин — доктор Ватсон
- Рина Зелёная — миссис Хадсон

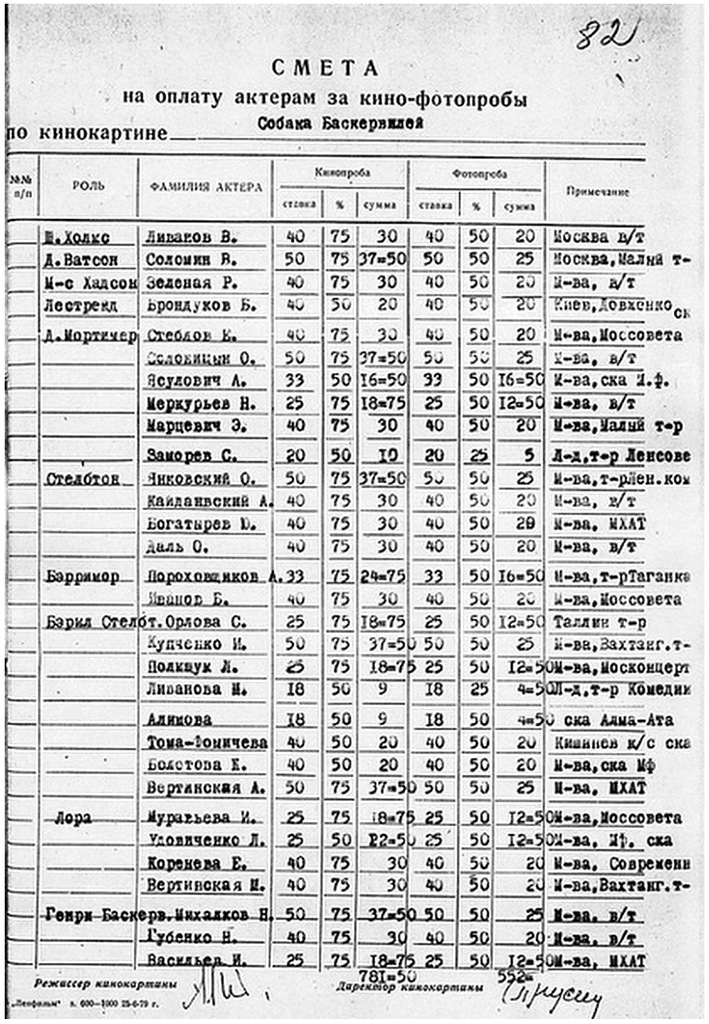
Кинопробы фильма «Собака Баскервилей»

- Евгений Стеблов — доктор Джеймс Мортимер
- Никита Михалков — сэр Генри Баскервиль, племянник и наследник сэра Чарльза Баскервиля, последний из рода Баскервилей
- Александр Адабашьян — Джон Бэрримор, дворецкий Баскервилей
- Светлана Крючкова — Элиза, жена Бэрримора (до замужества — Селден), экономка Баскервилей, сестра каторжника
- Олег Янковский — Джек Стэплтон, естествоиспытатель / Хьюго Баскервиль, дальний родственник сэра Генри
- Ирина Купченко — Бэрил Стэплтон (до замужества — Гарсия), «сестра» (жена) Джека
- Борислав Брондуков (озвучивал Игорь Ефимов) — инспектор Лестрейд
- Алла Демидова — миссис Лора Лайонс, дочь Фрэнкленда / дочь фермера, пленница Хьюго
- Сергей Мартинсон — мистер Фрэнкленд, местный сутяга
- Олег Пальмов — почтмейстер в Девоншире
- Дмитрий Бессонов — Батлер, хозяин рассыльной конторы
- Олег Белов — кэбмен № 2704
- Игорь Ефимов — Перкинс, возничий в Девоншире (озвучивание)
- Пауль Леомар — каторжник Селден, брат Элизы Бэрримор

## Съёмочная группа
- Режиссёр: Игорь Масленников
- Операторы-постановщики:
  - Дмитрий Долинин
  - Владимир Ильин
- Художник-постановщик: Белла Маневич
- Художник по костюмам: Нелли Лев
- Сценаристы:
  - Игорь Масленников
  - Юрий Векслер
- Композитор: Владимир Дашкевич

Оператором должен был стать Юрий Векслер, который снимал два предыдущих фильма Масленникова о Шерлоке Холмсе, и снял два последующих, но 40-летний оператор попал в больницу с инфарктом. Вместо него в картину были приглашены Владимир Ильин (работал на натурных съёмках) и Дмитрий Долинин (снимал сцены в павильоне в Ленинграде).
Баскервиль-холл снимали в Таллине, причём натурой служили два здания: замок Глена и замок графа А. В. Орлова-Давыдова.

## Пробы на роли
- На роль доктора Мортимера пробовались также Игорь Ясулович, Анатолий Солоницын, Эдуард Марцевич, Петр Меркурьев и Сергей Заморев.
- На роль Генри Баскервиля — Николай Губенко и Игорь Васильев.
- На роль Стэплтона — Александр Кайдановский, Юрий Богатырёв и Олег Даль (озвучил профессора Мориарти в предыдущем фильме).
- На роль Бэрримора — Александр Пороховщиков и Борис Иванов.
- На роль Бэрил Стэплтон — Любовь Полищук, Марина Ливанова, Светлана Тома, Жанна Болотова, Светлана Орлова и Анастасия Вертинская.
- На роль Лоры Лайонс — Ирина Муравьёва, Лариса Удовиченко, Елена Коренева и Марианна Вертинская.

## Интересные факты
Многие актёры, снимавшиеся в фильме, к моменту съёмок были уже друг с другом знакомы по предыдущим совместным работам или же позднее снимались вместе в других картинах. Никита Михалков и Александр Адабашьян долго и плодотворно сотрудничали до и после фильма. Янковский и Адабашьян несколько лет спустя снялись вместе в двух картинах Романа Балаяна «Поцелуй» и «Храни меня, мой талисман». Михалков и Стеблов были главными актёрами фильма «Я шагаю по Москве», а много лет спустя Стеблов снялся в фильме Михалкова «Сибирский цирюльник». Янковский и Демидова вместе снимались у Андрея Тарковского в фильме «Зеркало». Виталий Соломин и Алла Демидова снова встретились и в другом фильме Игоря Масленникова, «Пиковой даме».

## Отличия от повести

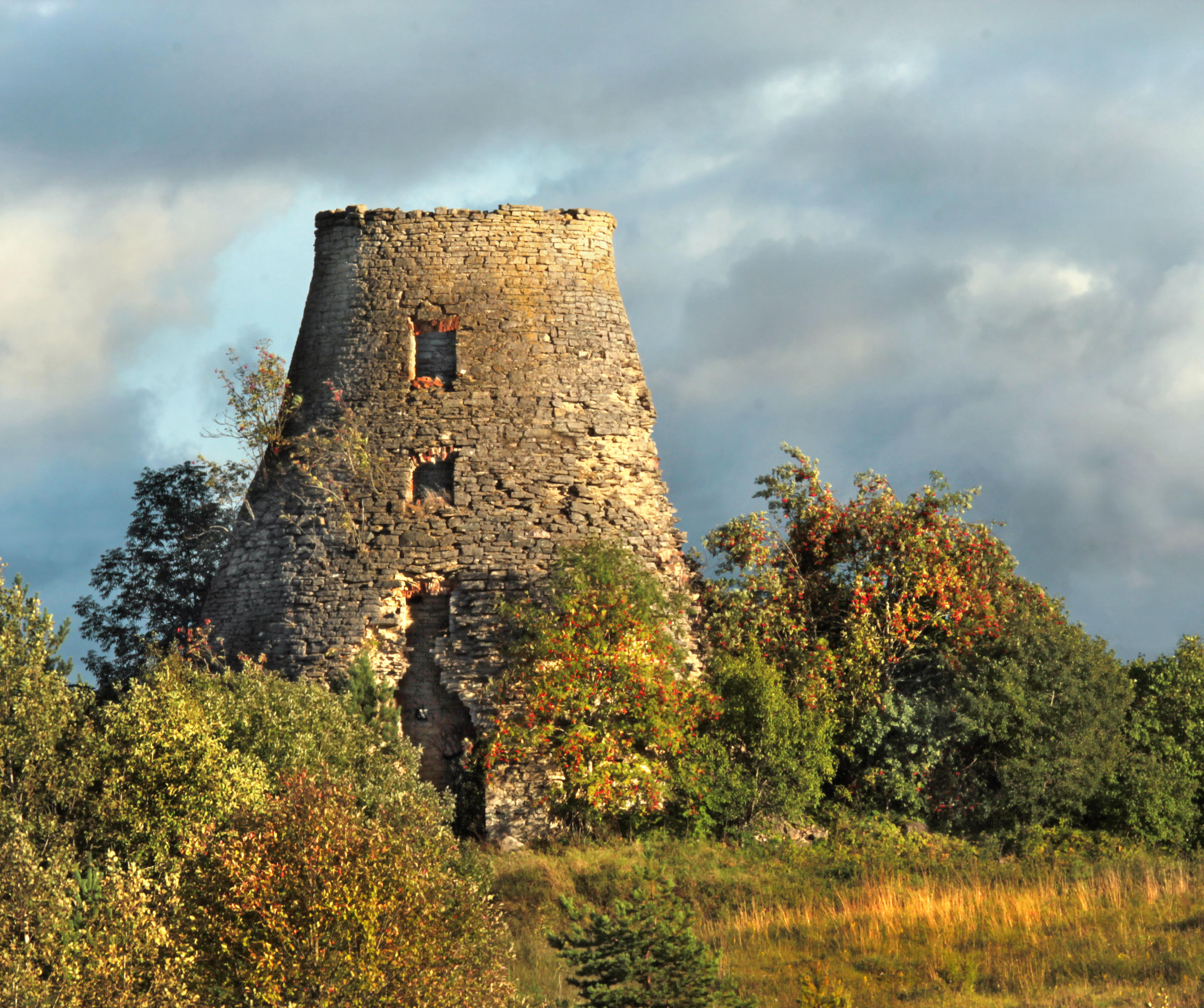
Эстония, Раплаский уезд, деревня Лаукна. Развалины старой ветряной мельницы, где снимали эпизоды из фильма «Собака Баскервилей»

Сценарий фильма, хотя и следует сюжету книги, различается в некоторых существенных деталях, а также второстепенных сюжетных линиях. В книге, по сравнению с фильмом, семейное предание — документ XVIII века о Хьюго Баскервиле — изложен более подробно. Дано больше деталей о жизни Чарльза Баскервиля и о том, как он сколотил состояние. С другой стороны, в книге нет многих мелочей, которые добавляют атмосферу фильму. В фильме Ватсон и Генри Баскервиль в нетрезвом виде отправляются ловить каторжника. Далее Генри при помощи алкоголя пытается отвлечься от преследующего его кошмара. В повести не упоминается о нетрезвом состоянии героев, тогда как в фильме они частенько «под градусом».
- Отдельного упоминания стоит некоторая комедийность вышеописанных моментов в фильме, которые отсутствуют в книге. В частности, образ сэра Генри в исполнении Никиты Михалкова стал явно комическим и даже гротескным. Дворецкий Бэрримор в книге описывается как высокий, мрачный человек, в фильме же Бэрримор (А. Адабашьян) имеет совершенно противоположную внешность — низкорослый, педантичный слуга со своеобразным чувством юмора.
- Также в повести (перевод Наталии Волжиной) нет многих эпизодов фильма: об «овсянке», «органах осязания у сыщиков» (фраза взята из другого рассказа) и других.
- В книге сэр Чарльз Баскервиль погибает 4 июня, а события, связанные с приездом наследника, и расследование происходят с сентября по ноябрь. В фильме сэр Чарльз Баскервиль погибает 14 января, а дальнейшая история разворачивается в конце зимы — начале весны (очевидно, что это связано со съёмочным периодом фильма).
- Согласно повести, собака была застрелена не Лестрейдом, а самим Холмсом.
- В фильме присутствует сцена перестрелки и гибели Стэплтона. По книге же Холмс, Ватсон и Лестрейд, отправившись на заброшенный рудник, по дороге обнаруживают только брошенный Стэплтоном ботинок сэра Генри. Следов же самого Стэплтона им обнаружить так и не удалось. Выясняется лишь, что до рудника он в ту ночь так и не добрался.
- В повести мнимая «сестра» преступника Стэплтона, красавица из Коста-Рики Бэрил Гарсия совсем не похожа на своего «брата»-англичанина. «Он бесцветный блондин с серыми глазами, она брюнетка — таких жгучих брюнеток мне ещё не приходилось встречать в Англии» — так описывает Ватсон свою первую встречу с ней. «Бэрил Гарсия» в исполнении Ирины Купченко, напротив, очень напоминает англичанку и достаточно похожа на «брата» в исполнении Олега Янковского.
- В повести Холмс датирует рукопись, находящуюся в кармане доктора Мортимера, 1730 годом, а в фильме слышно: «…я датирую её тысяча семьсот сороковым годом».
- В повести морда собаки, строением тела напоминающей ирландского волкодава, была вымазана фосфором, который на самом деле ядовит и способен вызвать слепоту, потерю обоняния и даже гибель животного. В съёмках фильма использовался немецкий дог из Ленинграда Циклон, к морде которого вместо фосфорной смеси прикрепили маску, вырезанную из светоотражающей ленты — лайт-скотча, использовавшегося в производстве дорожных указателей[4].
- В эпилоге фильма герои недоумевают, как Стэплтон собирался доказать свои права на наследство, учитывая, что он жил по соседству под другим именем одновременно с внезапно умершим родственником, что вызвало бы прямые подозрения. В повести Холмс озвучивает пару версий, в частности, что Стэплтон мог дистанционно заявить права на наследство через доверенных лиц, юристов, передав подлинные документы о родстве и праве на наследство, не присутствуя лично.